# Houcine Abassi

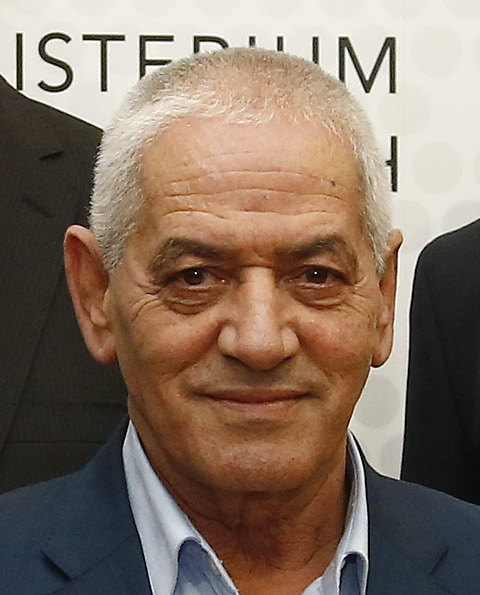
Houcine Abassi im März 2016

Houcine Abassi (arabisch حسين العباسي, DMG Houcine Abbassi, * 1947 in Sbikha) ist ein tunesischer Lehrer, Gewerkschafter und Vorsitzender des Gewerkschaftsdachverbandes Union Générale Tunisienne du Travail (UGTT), deutsch etwa „Tunesischer Arbeiterbund“.
Abassi erwirkte nach dem revolutionären Arabischen Frühling im Prozess des Nationalen Dialogs einen Kompromiss zwischen Islamisten und Säkularen für die neue Verfassung Tunesiens. Dafür erhielten er und fünf weitere  Vertreter der Tunesischen Zivilgesellschaft im Jahr 2015 den Friedensnobelpreis.

## Leben
Abassi wurde 1947 in Sbikha geboren. Er arbeitete als Lehrer, bevor er 1971 Berater im Erziehungsministerium für die Sekundarstufe I wurde. 1973 trat er der UGTT bei und nahm regional und national verschiedene Aufgaben wahr. 2011 wurde Abassi zum Vorsitzenden der UGTT gewählt.
Als Folge der Revolution 2010/2011 in Tunesien wurde am 23. Oktober 2011 die verfassunggebende Nationalversammlung gewählt, aus der die als gemäßigt islamistisch geltende Partei Ennahda als Sieger hervorging, die dann gemeinsam mit den als mitte-links geltenden säkularen Parteien CPR und Ettakatol die Regierung bildete. Die Erstellung der neuen Verfassung zog sich jedoch über einen längeren Zeitraum hin. Geplant war, den Prozess in zwölf Monaten abzuschließen. Währenddessen erhöhten sich jedoch durch zwei Anschläge die Spannungen im Land und erreichten im August 2013 ihren Höhepunkt. Der Demokratisierungsprozess war ernsthaft gefährdet. In diesem Umfeld versuchte der UGTT 2012 mit Abassi an der Spitze, einen ersten Dialog zu initiieren. Dieser scheiterte durch die Blockade der Ennahda. Im September 2013 wurde mit besserer Vorbereitung ein zweiter Versuch gestartet, diesmal mit vier Teilnehmern – dem Quartet du dialogue national. Diesem gelang es, sowohl die drei Regierungsparteien (Ennahda, CPR und Ettakatol) als auch die Oppositionsparteien, die im Parlament vertreten waren (darunter Nidaa Tounes, Aljomhoury, Almassar, Afek Tounes und Aljabha chaabia), an einen Tisch zu bekommen und letztlich eine Verfassung für Tunesien auszuarbeiten. Hoch angerechnet wurde Abassi von Beobachtern, dass er aus seiner einflussreichen Position heraus keine Ambitionen auf ein politisches Amt in Tunesien zeigte.

## Ehrungen
- Deutscher Afrika-Preis 2015 der Deutschen Afrika Stiftung e.V.